# Celama basirufa
Celama basirufa är en fjärilsart som beskrevs av De Joan 1928. Celama basirufa ingår i släktet Celama och familjen trågspinnare. Inga underarter finns listade i Catalogue of Life.